# Buckinghamshire

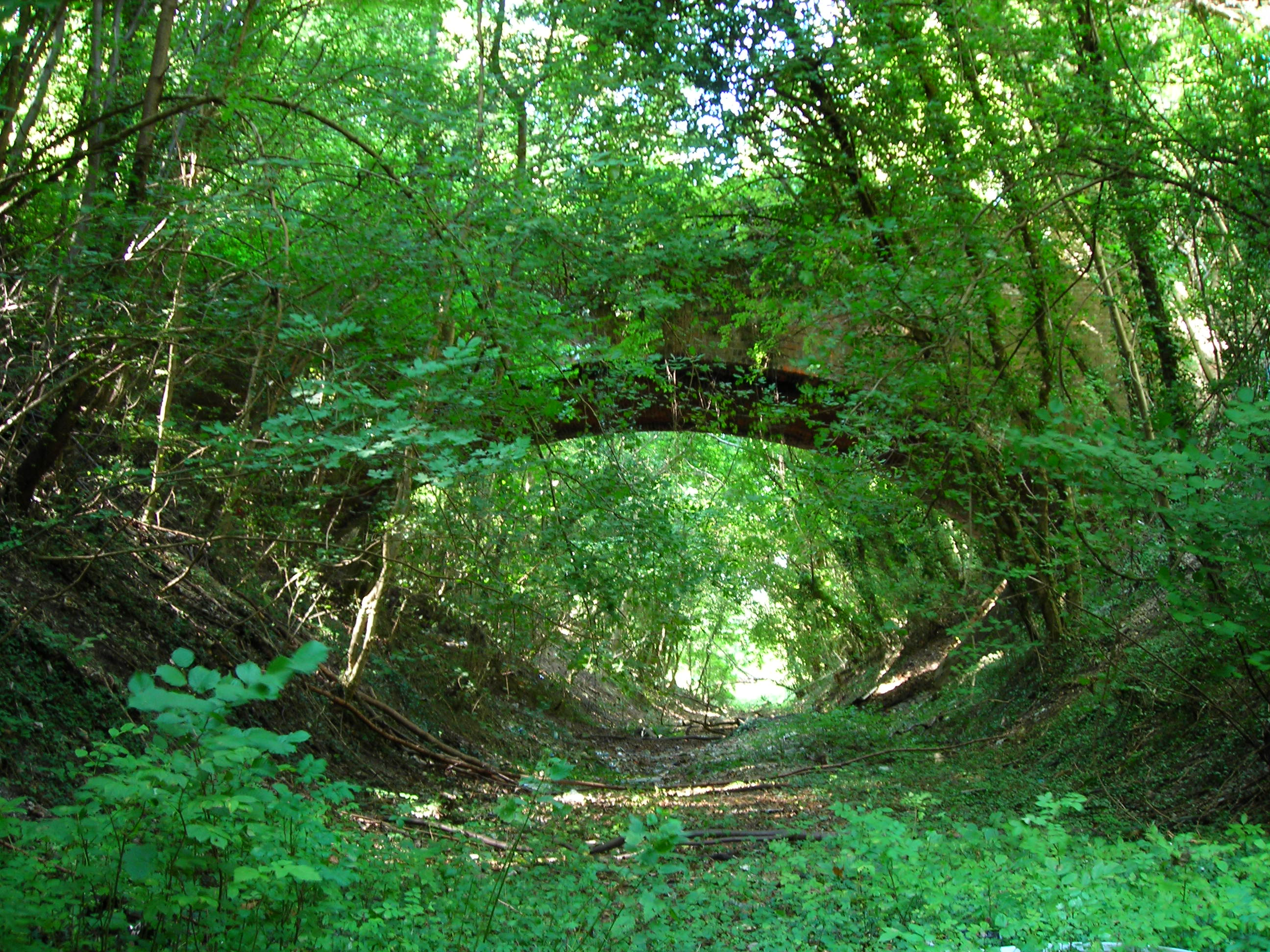
Abbey Barn Lane Bridge i High Wycombe.

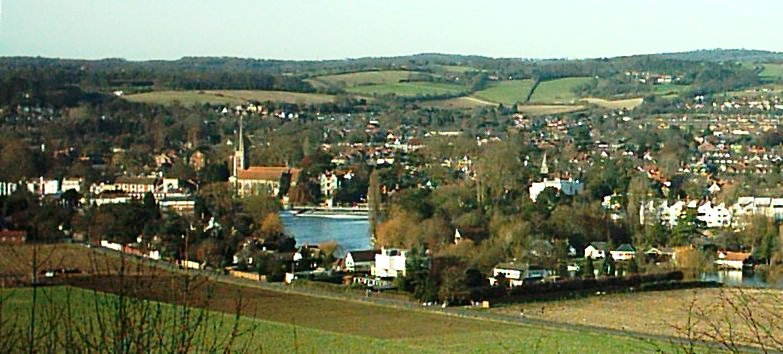
Marlow.

Buckinghamshire (förkortat Bucks) är ett ceremoniellt grevskap i regionen Sydöstra England. Huvudort är Aylesbury. Administrativt är grevskapet indelat i två enhetskommuner;  Buckinghamshire och Milton Keynes.
University of Buckingham, Englands enda privata universitet, är beläget i Buckingham.
Det ceremoniella grevskapet gränsar mot Oxfordshire, Northamptonshire, Bedfordshire, Hertfordshire, Berkshire och Greater London.  I kommunreformen 1974 förlorade Buckinghamshire Slough och Eton till Berkshire. Dessa områden ingår i enhetskommunerna Slough och Windsor and Maidenhead sedan 1998.
Buckinghamshire är ett jordbruksgrevskap som omfattar en del av Chiltern Hills i söder och Vale of Aylesbury i norr. Den högsta punkten är Coombe Hill nära Wendover som befinner sig 267 meter över havsytan. Det har bördiga jordbruksmarker med många lantegendomar, särskilt de som tillhörde familjen Rothschild under 1800-talet. Industrin är mestadels jordbruksbaserad, med möbeltillverkning traditionellt baserad i High Wycombe, läkemedelstillverkning, tjänste- och distributionsindustri. Det finns några områden i söder där de boende pendlar till London.

## Historia
Namnet Buckinghamshire har sitt ursprung i fornengelskans beteckning för Buccas hems distrikt (scire).  Buccas hem syftar på Buckingham i norra delen av countyt, och har uppkallats efter en anglosaxisk jordägare. Grevskapet har haft detta namn sedan omkring 1100-talet, men själva grevskapet har existerat sedan det var en del av kungariket Mercia.
En del av bosättningar i Buckinghamshire är från en äldre tid än den anglosaxiska perioden. Aylesbury, till exempel, anses ha funnits minst sedan 1500 f.Kr..  Det finns många platser som fortfarande har sina brittiska namn (Penn, Wendover), eller en sammansättning av brittiska och fornengelska element (Brill, Chetwode, Great Brickhill), och det finns förromerska jordverk över hela grevskapet. En av de mest legendariska kungarna över britterna, Cunobelinus, hade en fästning i området (vars vallar fortfarande finns kvar) och gav namn åt en grupp byar som kallas the Kimbles.
Det romerska inflytandet i Buckinghamshire märks tydligast på de romerska vägarna som löper genom grevskapet. Watling Street och Akeman Street korsar grevskapet från öster till väster, och Icknield Way följer Chiltern Hills.  De förstnämnda var viktiga handelsvägar som förband London med andra delar av romerska Britannien, och den senare användes som försvarslinje, även om den kan ha varit en påbyggnad av en mycket äldre väg.
Den enskilda folkgrupp som antagligen hade det största inflytandet över Buckinghamshires historia var dock anglosaxarna. De gav inte bara grevskapet och de flesta platserna sina namn, utan även dess moderna geografi är till stora delar som den var under den anglosaxiska perioden. Ett av de stora slagen som nämns i Anglo-Saxon Chronicle utkämpades mellan Cerdic av Wessex och britterna vid Chearsley, inte mindre än tre helgon från denna period föddes i Quarrendon och i slutet av den anglosaxiska perioden uppfördes ett kungligt slott vid Brill. Grevskapets rikedom noterades i Domesday Book 1086.
Plantageneterna fortsatte att utnyttja grevskapets välstånd. Vilhelm erövraren lade beslag på de flesta godsen åt sig själv och sin familj. Odo av Bayeux, Vilhelms halvbror, blev en stor jordägare i området. Många gamla jaktmarker blev kungens egendom. Den gamla traditionen att föda upp svanar i Buckinghamshire för kungens nöjes skull blev senare heraldisk grund för grevskapets vapensköld.
Kronan drog in fler gods i området i samband med att klostren upplöstes 1536. Nästan en tredjedel av grevskapet blev kung Henrik VIII:s personliga egendom, att använda som han ville. Henrik VIII var också ansvarig för att Aylesbury blev county town istället för Buckingham, eftersom han ville få Thomas Boleyn vänligt inställd så att han kunde gifta sig med hans dotter Anne.  En annan av Henriks fruar, Katarina Parr, hade också inflytande i grevskapet.
I det engelska inbördeskriget (1642–1649) stödde Buckinghamshire mestadels parlamentssidan, men vissa områden var rojalistiska. Parlamentaristernas hjälte John Hampden kom från Buckinghamshire och medverkade till att förvara Aylesbury i strid 1642. Vissa byar i västra delen av grevskapet (Brill och Boarstall till exempel) var inblandade i strider under hela kriget på grund av att de låg på lika långt avstånd från parlamentssidans Aylesbury och rojalisternas Oxford. Många av dessa orter försvann i stort sett på grund av konflikten, men har sedan återuppbyggts.
Den industriella revolutionen och järnvägen förändrade landskapet helt och hållet i delar av grevskapet. Wolverton i norr (nu en del av Milton Keynes) blev ett centrum för järnvägsvagnbygge och möbel- och pappersindustri fick fotfäste i den södra delen. I centrala Buckinghamshire infördes  spetstillverkning som växte snabbt eftersom det gav arbetstillfällen åt kvinnor och barn från fattiga familjer. Buckinghamshire har fortfarande bra järnvägsförbindelser med London, Birmingham och Manchester och möbeltillverkning är fortfarande en viktig näringsgren i delar av södra Buckinghamshire.
Under början till mitten av den viktorianska perioden drabbades jordbruket av en kraftig koleraepidemi och svält. Vid denna tid var utvandringen till städerna och utlandet som störst, och vissa jordägare utnyttjade tillfället att köpa upp billig jord. En av landets mest inflytelserika familjer, Rotschild, kom till grevskapet på grund av detta, och deras inflytande på landskapet blev enormt.
Den stora urbaniseringen längst i norr och söder i grevskapet skedde under 1900-talet, då de nya städerna Milton Keynes och Slough bildades. Detta var en naturlig utveckling av industrialiseringen och gav många välbehövda arbetstillfällen för lokalbefolkningen. Båda dessa städer har senare blivit enhetskommuner och därmed minskat Buckinghamshires yta med nästan en tredjedel.
Idag anses Buckinghamshire av många vara det idylliska lantliga landskapet i edvardiansk skönlitteratur och är känt som leafy Bucks. Denna åsikt har gjort att många delar av grevskapet blivit populära för människor som pendlar till arbetet i London, vilket i sin tur drivit upp levnadsomkostnaderna för lokalbefolkningen.  Det finns emellertid fortfarande fickor av fattigdom i grevskapet, i synnerhet i de stora städerna Aylesbury och High Wycombe.

## Vapen
Det heraldiska vapnet för Buckinghamshire County Council innehåller en kedjad vit svan. Detta går tillbaka till den anglosaxiska perioden, då svanar uppföddes i Buckinghamshire för kungens nöjes skull. Att svanen är kedjad illustrerar att svanen är bunden till kungen, en gammal lag som fortfarande gäller för vilda svanar i Storbritannien. Vapnet användes första gången under slaget vid Azincourt av hertigen av Buckingham.
Över svanen är ett gyllene band, i vars mitt Whiteleaf-korset är avbildat. Över skölden är en bok som representerar Chilternskogen som en gång täckte nästan halva grevskapet. På var sida om skölden är en hjort och en svan.
Mottot på skölden lyder Vestigia Nulla Retrorsum, vilket på latin betyder 'inga spår för tillbaka'.

## Större orter i Buckinghamshire

### I enhetskommunen Buckinghamshire
- Amersham
- Aylesbury
- Beaconsfield
- Buckingham
- Chesham
- Farnham Royal
- Great Missenden
- High Wycombe
- Marlow
- Princes Risborough
- Wendover
- Winslow

### I enhetskommunen Milton Keynes
- Bletchley
- Fenny Stratford
- Milton Keynes
- Newport Pagnell
- Olney
- Stony Stratford
- Wolverton

### I det traditionella grevskapet, men inte det ceremoniella grevskapet
- Eton